# Tupiguaés
Os tupiguaés eram uma etnia indígena que habitava o Brasil nos primórdios da colonização portuguesa. Sua área de distribuição ia do sertão de São Vicente até Pernambuco.

## Etimologia
"Tupiguaé" procede do tupi antigo tupigûaé, que significa "tupis diferentes" (tupi, tupi e aé, diferente).